# 서울성서초등학교
서울성서초등학교(城西初等學校)는 대한민국 서울특별시 마포구에 있는 공립 초등학교이다.

## 학교 연혁
- 1983년 12월 3일: 서울성서국민학교 설립인가
- 1983년 12월 6일: 초대 선제환 교장 취임
- 2023년 12월 3일: 개교 40주년

## 참고 자료
- 서울성서초등학교 - 한국교육학술정보원 학교알리미

## 인접한 건물
- 홍익대학교 사범대학 부속여자고등학교
- 홍익대학교 사범대학 부속여자중학교
- 홍익대학교 사범대학 부속초등학교
- 성서중학교